# Kecamatan Batudaa Pantai
Kecamatan Batudaa Pantai är ett distrikt i Indonesien.   Det ligger i provinsen Gorontalo, i den nordöstra delen av landet, 1 900 km öster om huvudstaden Jakarta.